# 奈及利亞奈拉
奈及利亞奈拉（₦）是奈及利亞的流通貨幣。貨幣編號NGN。輔幣單位考包，1奈拉=100考包。

## 流通中的貨幣

### 硬幣

奈及利亞現在流通的三款硬幣。

- 50 考包
- 1 奈拉
- 2 奈拉

### 紙幣

#### 1999 - 2005 年
- 100 奈拉
  - 正面：奧巴費米·洛沃
  - 背面：祖玛岩
- 200 奈拉
  - 正面：阿馬杜·貝洛
  - 背面：農業金字塔
- 500 奈拉
  - 正面：纳姆迪·阿齐基韦
  - 背面：石油工業
- 1,000 奈拉

奈及利亞在1999-2005年發行的紙幣系列。

  - 正面：哈吉·阿利尤·麥博爾努、克萊門特·艾桑
  - 背面：阿布賈的奈及利亞中央銀行

#### 2013 年（塑膠）

奈及利亞在2013年開始使用的塑膠幣。

- 5 奈拉
  - 正面：阿布巴卡爾·塔弗·巴尼華
  - 背面：舞者
- 10 奈拉
  - 正面：阿凡·伊高喬
  - 背面：富拉尼人倒牛奶的女佣人
- 20 奈拉
  - 正面：穆尔塔拉·拉马特·穆罕默德
  - 背面：洛第·卡華尼
- 50 奈拉
  - 正面：豪薩人、伊博族、约鲁巴人
  - 背面：當地漁民

#### 2022 年重新設計
- 200 奈拉
- 500 奈拉
- 1,000 奈拉

## 外部連結
- 唐的世界硬币画廊：Nigeria
- 罗恩·怀斯的世界纸币：Nigeria 镜像网站
- 现代金融系统表格－库尔特·舒勒制作：Nigeria 镜像网站
- 环球货币历史：Nigeria
- 《环球金融资料》系列：Nigeria Naira
- 《环球金融资料》货币历史表格（ 微软试算表格式）